# 571

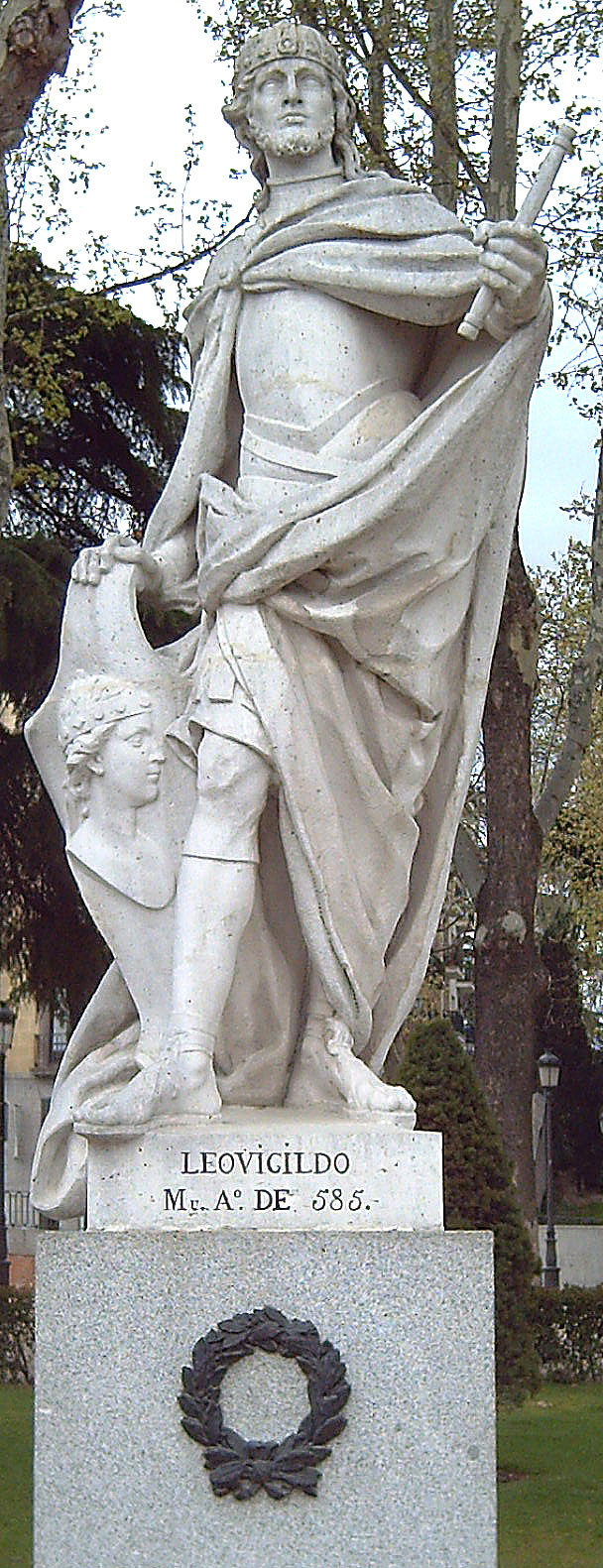
Koning Leovigild (ca. 525-586)

Het jaar 571 is het 71e jaar in de 6e eeuw volgens de christelijke jaartelling.

## Gebeurtenissen

### Europa
- De Visigoten onder leiding van koning Leovigild vallen de Byzantijnse provincie Spania (huidige Andalusië) binnen en heroveren de stad Córdoba. Leovigild, medekoning van Hispania Citerior, wordt alleenheerser over het Visigotische Rijk.
- Slag bij Bedcanford: De Angelsaksen behalen een belangrijke overwinning op de Britten. Ze veroveren de nederzettingen Aylesbury, Benson en Eynsham (Zuidoost-Engeland). (Volgens de Angelsaksische Kroniek)
- De Longobarden onder aanvoering van koning Alboin veroveren een groot deel van Zuid-Italië. De hertogdommen van Benevento en Spoleto worden gesticht. (waarschijnlijke datum)

### Perzië
- Koning Khusro I probeert de Armeense bevolking het zoroastrisme op te dringen. Dit leidt tot een landelijke opstand, waarbij vele Armeense kloosters en kerken door de Perzen worden verwoest. Khusro stuurt een strafexpeditie, maar deze wordt bij het Vanmeer (huidige Turkije) vernietigend verslagen.

### Afrika
- Het koninkrijk van Aksum (huidige Eritrea) steekt met een invasievloot de Rode Zee over en valt het Arabisch Schiereiland binnen. De Arabische stam de Qoeraisj, onderling verwikkeld in een burgeroorlog, verenigt de rivaliserende clans en verslaat bij Mekka de Aksumieten ("Jaar van de Olifant").

### Azië
- Aggabodhi I (r. 571-604) bestijgt de troon en regeert als koning over Ceylon.

## Geboren
- Mohammed, Arabisch profeet en stichter van de islam (datum volgens de traditie)

## Overleden
- Kimmei (62), keizer van Japan